# Trevisan (famiglia)
Trevisàn (nei testi antichi attestati anche come Tarvisan, Trivixam, Trivixan e Trivisan) è il nome di più famiglie patrizie della Repubblica di Venezia, annoverate fra i curti. Una di esse diede alla Serenissima un doge.

## Origini e rami
Secondo alcuni, le varie famiglie Trevisan esistenti in Venezia non erano rami della stessa casata, ma avevano origini differenti; ne La Nobiltà Veneta del Freschot si afferma invece che le linee erano tra loro imparentate, e che la varietà degli stemmi si spiegherebbe con la necessità di distinguere fra loro i diversi rami.
Le origini dei Trevisan sono dibattute e le teorie si basano spesso su tradizioni. Se è condivisa la provenienza da Treviso, non lo è invece la data di arrivo a Venezia: secondo Giorgio Piloni, si veda la sua Historia, un primo nucleo vi giunse ai tempi di Attila passando per Aquileia, seguito solo poi dalle altre famiglie dal medesimo nome; Gian Francesco Palladio degli Olivi riporta nelle Historie della Provincia del Friuli la data del 705.
I primi riferimenti certi si hanno dall'inizio del XII secolo. Le più longeve famiglie Trevisan furono tre, i cui nomi abituali - utilizzati per distinguerle - sono convenzioni di diversi autori (fra cui M. Sanudo e A. Tasca) e di almanacchi dell'epoca: non costituiscono predicati nobiliari, in quanto mai riconosciuti come tali.

## I Trevisandalla Dressa
I Trevisan detti dalla Dressa o de' Pali furono inclusi nella Serrata del Maggior Consiglio del 1297, e portavano un'arma palata d'oro e d'azzurro, alla fascia (dressa) di rosso attraversante. Si originarono da essa i rami "di San Barnaba", "di Santa Maria Formosa" e "di Sant'Agnese". Originari di Aquileia fecero edificare la chiesa di San Benedetto insieme ad altre famiglie. Da essi derivarono probabilmente i Trevisani delle Marche e, secondo varie fonti, anche i Trevisan di Padova (cui appartenne il conte Vittore Trevisan di Saint Léon).
Il ramo più longevo di questi Trevisan fu quello di Sant'Agnese. Di questo ramo esisteva, fino all'epoca napoleonica, il sepolcro nella vicina chiesa: tale famiglia dimorava infatti in Campo Sant'Agnese, in quello oggi noto come Palazzo Trevisan degli Ulivi. La famiglia fu confermata nell'antica nobiltà con Sovrana Risoluzione dell'Imperatore d'Austria del 28 dicembre 1818, nella persona di David Giuseppe Trevisan fu Giovanni Paolo e Antonia Maria Bergantini. David Giuseppe sposò la patrizia veneta Marina Dolce, una delle ultime esponenti della propria famiglia nonché del casato dei Sangiantoffetti. Dei loro tre figli maschi, due - Giovanni Paolo Orazio e Giovanni Lauro Zaccaria - ebbero discendenza; gli eredi del secondo furono insigniti, nel 1915, del titolo comitale da re Vittorio Emanuele III.

## I Trevisandal Scaglion
Anche questi Trevisan furono inclusi nella Serrata del Maggior Consiglio del 1297; derivarono da essi i rami "di San Baseggio" e "al Ponte dell'Angelo". L'arma era d'oro, allo scaglione d'azzurro, sebbene ne siano esistite alcune varianti (con lo scaglione d'argento, o con l'aggiunta d'un giglio d'oro in punta allo scaglione; quest'ultima arma fu scelta da Melchiorre Trevisan e mantenuta dalla sua discendenza).
Originari di Musestre, questi Trevisan fondarono la celebre abbazia di San Tommaso dei Borgognoni nell'isola di Torcello e per secoli ne detennero il giuspatronato; fabbricarono inoltre le chiese di San Giovanni in Oleo e San Giovanni Elemosinario. Un ramo cadetto di costoro aveva assunto nel 1450 la gastaldia di San Donà; i suoi componenti assunsero in seguito il titolo di conti per concessione dell'imperatore Carlo V.

## I Trevisandelle Mezze Trezze
I Trevisan detti delle Mezze Trezze furono ascritti al patriziato nel 1381 per aver supportato Venezia durante la Guerra di Chioggia contro Genova. La loro arma era bendata - o sbarrata, a seconda del ramo - d'oro e d'azzurro, al capo d'azzurro. Da essi derivarono i rami "da San Stae", "degli Ognissanti" e "di Santa Margherita su la Fondamenta del Forner" (divenuto poi "delle Calleselle di San Basilio"). Questa famiglia raggiunse il vertice delle istituzioni con il doge Marcantonio Trevisan.
Originari anch'essi di Aquileia, furono confermati nell'antica nobiltà con Sovrane Risoluzioni dell'Imperatore d'Austria fra il 1818 e il 1819, nelle persone di tre fratelli - Benedetto Antonio, Giovanni Melchiorre e Domenico - figli di Marc'Antonio e Virginia Contarini. Grazie alle informazioni contenute in diversi autori - quali Freschot, Crollalanza e Leader - è lecito supporre che gli avi più remoti di questa famiglia, in origine noti tutti genericamente come Trevisan San Stae, condividessero uno stipite comune con i Trevisan dalla Dressa.

## Membri Illustri
- Giovanni Trevisan (? - 1254), dei Trevisan dalla Dressa, condottiero e capitano di mare, ricordato per imprese eroiche durante la guerra contro Genova nel 1212;
- Zaccaria Trevisan (1370-1414), politico, diplomatico e umanista;
- Zaccaria Trevisan (1414-1466), politico, diplomatico e umanista, figlio del precedente;
- Marcantonio Trevisan, (Venezia, 1475 circa – Venezia, 31 maggio 1554), dei Trevisan delle Mezze Trezze, ottantesimo Doge della Repubblica di Venezia;
- Melchiorre Trevisan (Venezia, 1434 – Cefalonia, 1500), dei Trevisan dal Scaglion, condottiero veneziano, provveditore del Senato della Repubblica di Venezia, valoroso capitano di terra e di mare;
- Francesco Trevisan (Venezia, 16 aprile 1658 – Verona, 13 dicembre 1732), dei Trevisan dal Scaglion, abate di San Tommaso dei Borgognoni, vescovo di Ceneda e di Verona;
- Francesco Trevisan Suarez (Venezia, 21 giugno 1687 – Venezia, 25 gennaio 1769), vescovo di Retimo e di Caorle, nipote del precedente;
- Pietro Maria Trevisan Suarez (Roma, 4 novembre 1690 – Rovigo, 19 giugno 1750), vescovo di Feltre e di Adria, fratello del precedente;
- Luigia Trevisan (Venezia, novembre 1853 - Milano, 27 novembre 1924), dei Trevisan dalla Dressa, celebre ballerina acclamata dalla critica.

## Architetture

### Religiose
- Abbazia di San Tommaso dei Borgognoni nell'isola di Torcello;
- Chiesa di San Giovanni Elemosinario in Rialto.

### Civili
Più palazzi di Venezia furono dei Trevisan:
- Palazzo Trevisan Cappello;
- Palazzo Trevisan degli Ulivi;
- Palazzo Malipiero Trevisan;
- Palazzo Trevisan a Murano;
- Palazzo Trevisan Pisani.

A Padova inoltre: Palazzo Trevisan-Mion.
Ricordi dei Trevisan restano nella toponomastica veneziana, in particolare un sottoportico Trevisan a Sant'Agnese, una calle Trevisana a Santa Maria Formosa e un Ponte Trevisan sul Rio dei Ognissanti.